# Feuerwehrwesen in Sachsen-Anhalt
Das Feuerwehrwesen in Sachsen-Anhalt ist ähnlich wie in anderen deutschen Ländern organisiert. Nach Art. 30 GG und Art. 70 GG liegt die Gesetzgebungskompetenz bei den Ländern. Das Brandschutz- und Hilfeleistungsgesetz des Landes Sachsen-Anhalt (kurz: BrSchG) ist die rechtliche Grundlage für das Feuerwehrwesen in Sachsen-Anhalt.

## Organisation
Gemäß § 2 BrSchG hat jede Gemeinde in Sachsen-Anhalt eine leistungsfähige Feuerwehr aufzustellen, auszurüsten, zu unterhalten, einzusetzen und mit den erforderlichen baulichen Anlagen und Einrichtungen auszustatten sowie für eine ausreichende Löschwasserversorgung Sorge zu tragen. Dies bedeutet, dass die Gemeinden Träger der Feuerwehren in Sachsen-Anhalt sind.
Der Gemeinde übergeordnet sind die Landkreise als Aufsichtsbehörde. Sie überwachen, ob die Gemeinden ihren Aufgaben nach § 2 BrSchG nachkommen. Darüber hinaus haben die Landkreise gemäß § 3 BrSchG die Aufgabe, die Aus- und Fortbildung der Feuerwehrmitglieder auf Kreisebene sicherzustellen, sowie für die Errichtung einer ständig besetzten Einsatzleitstelle und einer Feuerwehrtechnischen Zentrale zur Pflege und Prüfung von Fahrzeugen, Geräten und Materialien zu sorgen. Dies ist auch im Zusammenschluss mit anderen Landkreisen und den kreisfreien Städten möglich. Die Landkreise sind auch zur Aufstellung von Einheiten für besondere Einsätze verpflichtet. Sie können dafür die Feuerwehren aus ihrem Kreis mit den benötigten Fahrzeugen und Geräten ausstatten.
Eine Besonderheit stellen die kreisfreien Städte und Gemeinden mit einer Berufsfeuerwehr dar. Sie übernehmen gemäß § 4 BrSchG sowohl die Aufgaben der Kreise als auch der Gemeinden. Nur die Aufgabe als Aufsichtsbehörde entfällt hier. In diesen Fällen ist das Land die Aufsichtsbehörde.
Das Land Sachsen-Anhalt, in dem Fall das Ministerium des Inneren des Landes Sachsen-Anhalt, hat die Aufgabe, gemäß § 5 BrSchG eine Landesfeuerwehrschule einzurichten und zu unterhalten sowie Brandforschung zu betreiben. Die Brandforschung in Sachsen-Anhalt wird beim Institut der Feuerwehr in Heyrothsberge betrieben. Das Ministerium des Inneren hat auch die Hoheit über die Vergabe von Funkfrequenzen. Im Einzelfall kann das Land bei Gefahrenlagen, die über das Gebiet eines Landkreises oder einer kreisfreien Stadt hinausgehen oder die wegen ihrer Art besonderer Maßnahmen bedürfen, bei Vorliegen eines dringenden öffentlichen Interesses den Aufgabenträgern Weisungen erteilen.

## Arten der Feuerwehr
Feuerwehren sind in Sachsen-Anhalt nach dem § 6 BrSchG nur Berufsfeuerwehren, Freiwillige Feuerwehren, Werkfeuerwehren und Pflichtfeuerwehren. Betriebsfeuerwehren wie in anderen Bundesländern sind rechtlich nicht zugelassen.

### Berufsfeuerwehr
Die Bestimmung zur Einrichtung einer Berufsfeuerwehr sind im § 7 BrSchG geregelt. Demnach sind kreisfreie Städte dazu verpflichtet eine Berufsfeuerwehr vorzuhalten, alle anderen Gemeinden können eine Berufsfeuerwehr einrichten. In Sachsen-Anhalt gibt es drei kreisfreie Städte Magdeburg, Dessau-Roßlau und Halle (Saale). Über diese drei Städte hinaus gibt es keine freiwillig eingerichteten Berufsfeuerwehren. Damit verfügt Sachsen-Anhalt 2021 über drei Berufsfeuerwehren in sechs Feuerwachen, wovon sich drei in Halle (Saale) befinden. Die Berufsfeuerwehrleute sind als Beamte bei den Trägern der Feuerwehr angestellt.
- Feuerwehr Dessau-Roßlau
- Feuerwehr Halle (Saale)
- Feuerwehr Magdeburg

### Freiwillige Feuerwehr
Sachsen-Anhalt verfügt über 1.501 Freiwillige Feuerwehren mit 1.622 Feuerwehrhäusern. Eine Gliederung der Freiwilligen Feuerwehren nach Stützpunktfeuerwehr, Schwerpunktfeuerwehr und Feuerwehr mit Grundausstattung erfolgt seit einigen Jahren nicht mehr. Der Bedarf an Fahrzeugen und Gerätschaften wird anhand einer Risikoanalyse ermittelt, wobei die Verordnung über die Mindeststärke und -ausrüstung der Freiwilligen Feuerwehren den Gemeinden eine untere Grenze für den Bedarf festschreibt.
Eine Freiwillige Feuerwehr kann aus mehreren Abteilungen bestehen:
- aktive Abteilung, von 16 bis 67 Jahren (erst ab dem 18. Lebensjahr darf am Einsatz teilgenommen werden)
- Altersabteilung
- Ehrenabteilung
- Jugendfeuerwehr, ab dem 10. Lebensjahr
- Kinderfeuerwehr, ab dem 6. Lebensjahr.

### Werkfeuerwehr
Die Bestimmungen zur Einrichtung einer Werkfeuerwehr sind im § 12 BrSchG geregelt. Demnach können Unternehmen oder öffentliche Einrichtungen, in denen erhöhtes Gefahrenpotenzial vorhanden ist, dazu verpflichtet werden, eine Werkfeuerwehr einzurichten. Insgesamt gibt es in Sachsen-Anhalt 20 solcher Werkfeuerwehren, die 31 Feuerwehrhäuser betreiben, wovon 15 Feuerwachen ständig besetzt sind.

## Ausbildung
Die Ausbildung in den Feuerwehren in Sachsen-Anhalt folgt wie in den anderen Bundesländern der Feuerwehr-Dienstvorschrift 2. Sie gliedert sich in eine Truppausbildung (Truppmann und Truppführerausbildung), die Führungsausbildung (Gruppenführung, Zugführung, Wehrführung, Verbandsführung) und die technische Ausbildung (z. B. Ausbildung zum Sprechfunker, Maschinisten, Motorsägenführer oder Atemschutzgeräteträger sowie weitergehende technische Ausbildung z. B. für die technische Hilfe, für Atemschutznotfälle etc.).

## Dienstgrade der Feuerwehr
Welche Dienstgrade es in den Freiwilligen Feuerwehren in Sachsen-Anhalt gibt und welche Voraussetzung dafür erfüllt werden müssen, ist in der Laufbahnverordnung der Freiwilligen Feuerwehr Sachsen-Anhalt und die Gestaltung der Dienstgradabzeichen in der Verordnung über die Dienstkleidung der Feuerwehren geregelt. Die Dienstgrade der Freiwilligenfeuerwehr haben kein Über- und Unterordnungsverhältnis zur Folge, sondern sind nur eine Auszeichnung für die absolvierten Lehrgänge.

## Verbandswesen
Der Dachverband der Feuerwehren in Sachsen-Anhalt ist der „Landesfeuerwehrverband Sachsen-Anhalt e. V.“. Er ist als Landesfeuerwehrverband Mitglied des Deutschen Feuerwehrverbandes (DFV). Seine Mitglieder sind die jeweiligen Feuerwehrverbände der jeweiligen Kreise und kreisfreien Städte.

## Unfallversicherung
Für die Versicherung von Dienstunfällen der Feuerwehren ist die Feuerwehr-Unfallkasse Mitte zuständig. Die Feuerwehr-Unfallkasse als alleiniger feuerwehrspezifischer Versicherungsträger. Die Feuerwehr-Unfallkasse Mitte führt alle auf Bundesebene beschlossenen Unfallverhütungsvorschriften (Abkürzung: GUV-V), Regeln (GUV-R), Informationen (GUV-I) und Grundsätze (GUV-G) ein, deren Einhaltung für die Feuerwehren weitestgehend verbindlich sind.

## Überörtliche Einrichtungen
Jeder Landkreis und jede kreisfreie Stadt in Sachsen-Anhalt ist zur Einrichtung und Unterhaltung einer feuerwehrtechnischen Zentrale verpflichtet. Diese umfasst Atemschutzübungsanlagen, Atemschutzwerkstätten oder Schlauchwaschanlagen, Schulungsräume für die Kreisausbildungen. Dort können auch Sonderfahrzeuge des Landkreises untergebracht werden, die zu speziellen Einsätzen angefordert werden können.
Für die Ausbildungen ab Gruppenführer und einigen Speziallehrgängen und Seminaren wurde vom Land das Institut für Brand- und Katastrophenschutz in Heyrothsberge eingerichtet. Eine Feuerwehrschule wurde dort erstmals am 22. Mai 1938 gegründet und ist seitdem ein Schulstandort des Feuerwehrwesens in Sachsen-Anhalt.

## Einsatzstatistik
| Jahr | Brandeinsätze | Technische Einsätze | Übrige Einsätze* | Einsätze insgesamt |
| ---- | ------------- | ------------------- | ---------------- | ------------------ |
| 2012 | 9.116         | 16.115              | 5.020            | 30.251             |
| 2013 | 8.627         | 20.954              | 5.646            | 35.227             |
| 2014 | 8.457         | 17.178              | 5.755            | 31.390             |
| 2015 | 11.196        | 26.063              | 6.238            | 43.497             |
| 2016 | 10.616        | 20.058              | 7.023            | 37.697             |
| 2017 | 9.616         | 28.186              | 7.191            | 44.993             |
| 2018 | 16.606        | 23.773              | 7.978            | 48.357             |

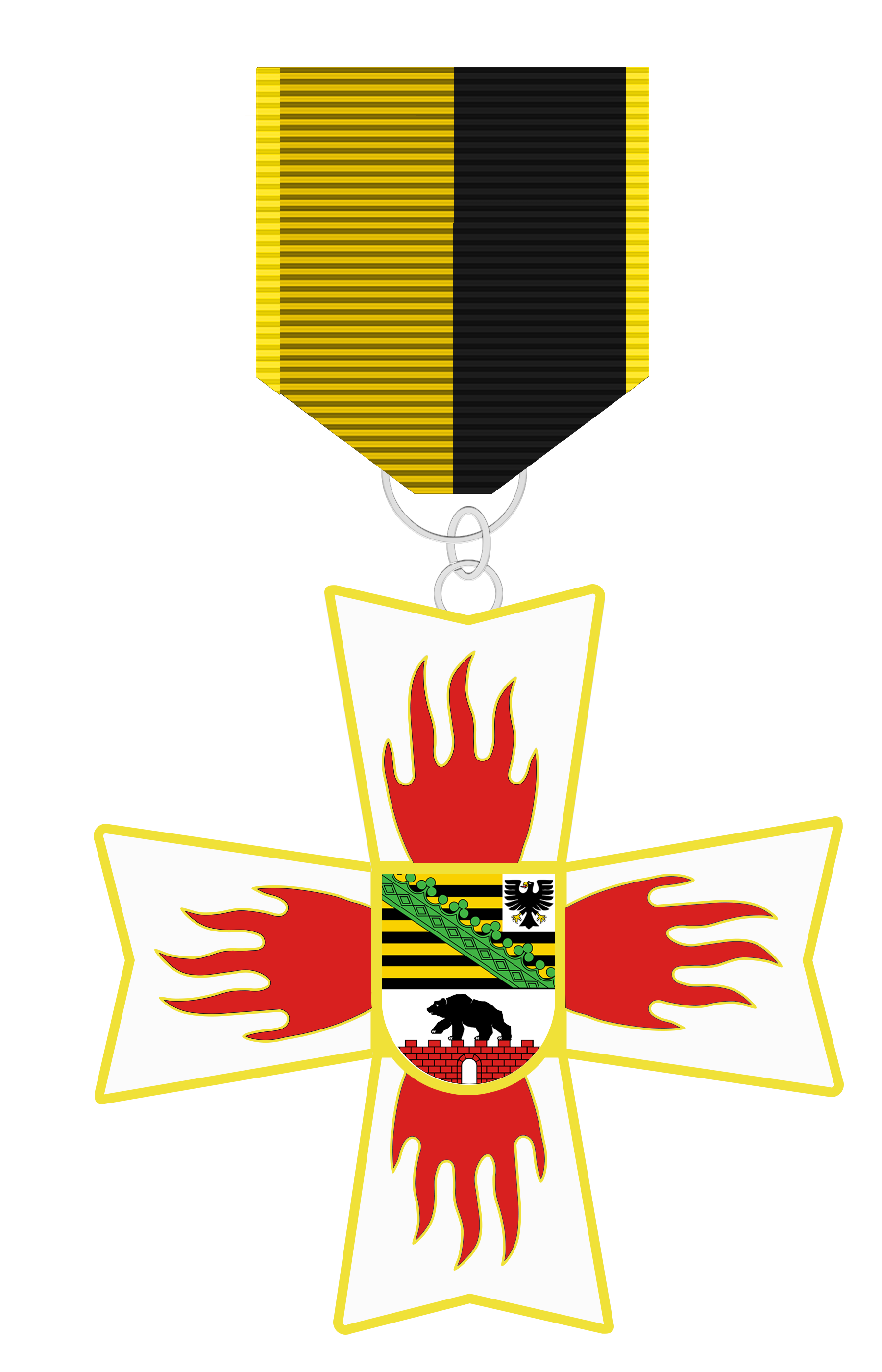
Brandschutz- und Katastrophenschutz-Ehrenzeichen des Landes Sachsen-Anhalt – Goldenes Ehrenzeichen am Bande

* bei den übrigen Einsätzen handelt es sich um Falschalarmierungen durch automatische Brandmeldetechnik, blinde Alarme und böswillige Alarme.

## Ehrungen des Landes
Vom Land Sachsen-Anhalt können folgende Ehrungen der Feuerwehrmitglieder erfolgen:
- Brandschutzehrenzeichen des Landes Sachsen-Anhalt[11]
- Brandschutz- und Katastrophenschutzehrenzeichen Sachsen-Anhalt[12]
- Feuerwehrspange Sachsen-Anhalt[13]
- Feuerwehrjubiläen[13]